# Botswana na Mistrzostwach Świata w Lekkoatletyce 2009
Botswana na Mistrzostwach Świata w Lekkoatletyce 2009 – reprezentacja Botswany podczas czempionatu w Berlinie liczyła 5 członków. Żaden z zawodników tego afrykańskiego kraju nie stanął na podium mistrzostw świata.

## Występy reprezentantów Botswany

### Mężczyźni
- Bieg na 200 m
  - Fanuel Kenosi z czasem 21,75 zajął 53. miejsce w eliminacjach i nie awansował do finału

- Bieg na 400 m
  - Isaac Makwala z czasem 46,45 zajął 34. miejsce w eliminacjach i nie awansował do finału

- Skok wzwyż
  - Kabelo Kgosiemang z wynikiem 2,18 zajął 13. miejsce w finale

- Skok w dal
  - Gable Garenamotse z wynikiem 8,06 zajął 7. miejsce w finale

### Kobiety
- Bieg na 400 m
  - Amantle Montsho z czasem 50,65 zajęła 8. miejsce w finale